# 의령 화양리 동안
의령 화양리 동안(宜寧 華陽里 洞安)은 대한민국 경상남도 의령군 의령읍 의병박물관에 있는 동안이다. 2004년 10월 21일 경상남도의 유형문화재 제415호로 지정되었다.

## 개요
지금까지 전국에서 발견된 동안은 일시적인 것만 남아 있는데 의령 화양리 동안은 임란 직후부터 일제시대나 해방 이후까지 수백 년동안네 걸쳐 많은 양의 동안이 잘 보존되어 있다. 이러한 점은 우리나라에서도 사례가 많지 않은 경우에 속한다.
이에 의령 화양리 동안을 통해서 조선시대 중기이후 의령지역의 자율적인 향약시행의 전통이 어느 곳보다 강했다고 할 수 있는 소중한 자료이므로 문화재로 지정하여 보존할 가치가 있다.

## 참고 문헌
- 의령 화양리 동안 - 국가유산청 국가유산포털